# آریکا
آریکا (به اسپانیایی: Arica) یک بخش در شیلی است که در منطقه آریکا و پاریناکوتا واقع شده‌است.

## خصوصیات
آریکا ۴٬۷۹۹٫۴ کیلومترمربع مساحت و ۲۱۰٬۲۱۶ نفر جمعیت دارد و ۲ متر بالاتر از سطح دریا واقع شده‌است.

## خواهرخوانده
شهرهای ایلات، لاپاز، آرتیگاس، اروگوئه، بریسویر و آرکیپا خواهرخوانده‌های آریکا هستند.